# میمی بچلانی
میمی بچلانی (اسپانیایی: Mimí Bechelani‎؛ زادهٔ ۱۹۳۶ میلادی) فیلم‌نامه‌نویس، شاعر، رمان‌نویس و بازیگر و مجری رادیویی اهل مکزیک است.
وی بیش از ۲۰۰ اثر رادیویی و تلویزیونی خلق کرده است.

## گزیدهٔ آثار تلویزیونی
- تِـرِسا (۲۰۱۰)
- تِـرِسا (۱۹۸۹)